# Polska Nowa Wieś
Polska Nowa Wieś est une localité polonaise de la gmina de Komprachcice dans la voïvodie et le powiat d'Opole.